# Li Na (tennis)
Ne pas confondre avec Li Fang et Li Ting, également joueuses de tennis.
Dans ce nom chinois, le nom de famille, Li, précède le nom personnel.
Pour les articles homonymes, voir Li Na.
Li Na (chinois simplifié : 李娜 ; pinyin : Lǐ Nà), née le 26 février 1982 à Wuhan, est une ancienne joueuse de tennis chinoise, professionnelle entre 1999 et 2014.
Elle a remporté neuf tournois WTA, dont deux titres du Grand Chelem.
En remportant les Internationaux de France de tennis le 4 juin 2011, Li Na devient la première joueuse de nationalite asiatique à remporter un tournoi du Grand Chelem en simple (tous sexes confondus). Elle a auparavant été la première Chinoise à remporter un tournoi WTA (Open de Canton), à intégrer le top 10 mondial (en 2010) et à atteindre la finale d'un tournoi du Grand Chelem (Open d'Australie 2011). Elle a aussi été finaliste lors du Masters se déroulant à Istanbul en 2013. Elle atteint la deuxième place mondiale le 17 février 2014, à la suite de ses performances au début d'année où elle a remporté l'Open d'Australie en battant la Slovaque Dominika Cibulková (7-63, 6-0), après deux échecs en finale, s'adjugeant ainsi le deuxième tournoi du Grand Chelem de sa carrière.
Le 21 septembre 2014 elle annonce sa retraite sportive à la suite de plusieurs problèmes aux genoux,.
Li Na est intronisée au International Tennis Hall of Fame en juillet 2019.

## Biographie
Li Na commence le tennis à l'âge de huit ans, après avoir joué au badminton pendant deux ans. Sa surface de prédilection est le dur, ce qui ne l'empêche pas d'obtenir de bons résultats sur terre battue. Elle est mariée à Jiang Shan qui fut également son entraîneur.
En 2004, Li Na est encore inconnue de tous. Pourtant, cette année-là, elle marque l'histoire du tennis chinois. La native de Wuhan joue deux tournois. Tout d'abord, dans son pays, à Pékin, Li Na tient tête à la Russe Svetlana Kuznetsova, récente gagnante de l'US Open. La Chinoise s'incline en trois sets serrés non sans avoir obtenu plusieurs balles de match dans le troisième set. Mais c'est à Guangzhou, toujours en Chine, que Li Na se fait définitivement connaître. En effet, elle devient la première joueuse de son pays à décrocher un tournoi sur le circuit WTA en battant en finale la Slovaque Martina Suchá. Cela lui vaut de finir l'année 2004 dans le top 100, à la 80e place.
En juillet 2006, elle bat Svetlana Kuznetsova en seizièmes de finale du tournoi de Wimbledon puis Nicole Vaidišová en huitièmes de finale, faisant d'elle la première Chinoise de l'histoire (hommes et femmes confondus) à atteindre les quarts de finale dans un tournoi du Grand Chelem ; elle est finalement éliminée par Kim Clijsters, après avoir mené 5-2 dans la seconde manche et avoir eu une balle de set sur son service à 5-3.
Le 14 août 2006, elle fait son entrée dans le top 20 mondial, du jamais vu dans le tennis chinois.
En juin 2007, elle se blesse aux côtes lors du tournoi sur herbe de Birmingham et retombe à la 30e place. À la suite de sa blessure, elle contracte une inflammation intense qui l'empêche de marcher pendant presque un mois. C'est finalement en novembre 2007 qu'elle renoue avec le tennis.
En janvier 2008, elle enlève le tournoi de Gold Coast face à la jeune espoir Victoria Azarenka en finale. La suite de sa saison est ensuite contrariée par une blessure au genou droit, même si elle arrive à terminer 4e des JO de Pékin en sortant Venus Williams en quart de finale.
En 2009, elle atteint la finale de l'Open de Monterrey, où elle s'incline contre Marion Bartoli. À Miami, elle atteint les quarts de finale, s'inclinant face à la numéro un mondiale du moment, Serena Williams.
À l'Open d'Australie 2010, Li Na bat Ágnes Szávay, Daniela Hantuchová, la 4e mondiale Caroline Wozniacki puis Venus Williams en quart de finale. Dans le dernier carré, elle perd face à la tenante du titre, Serena Williams. Le 1er février, elle devient ainsi la première Chinoise de l'ère Open à intégrer le top 10 mondial.

### 2011. Première finale à l'Open d'Australie et gagnante de Roland-Garros

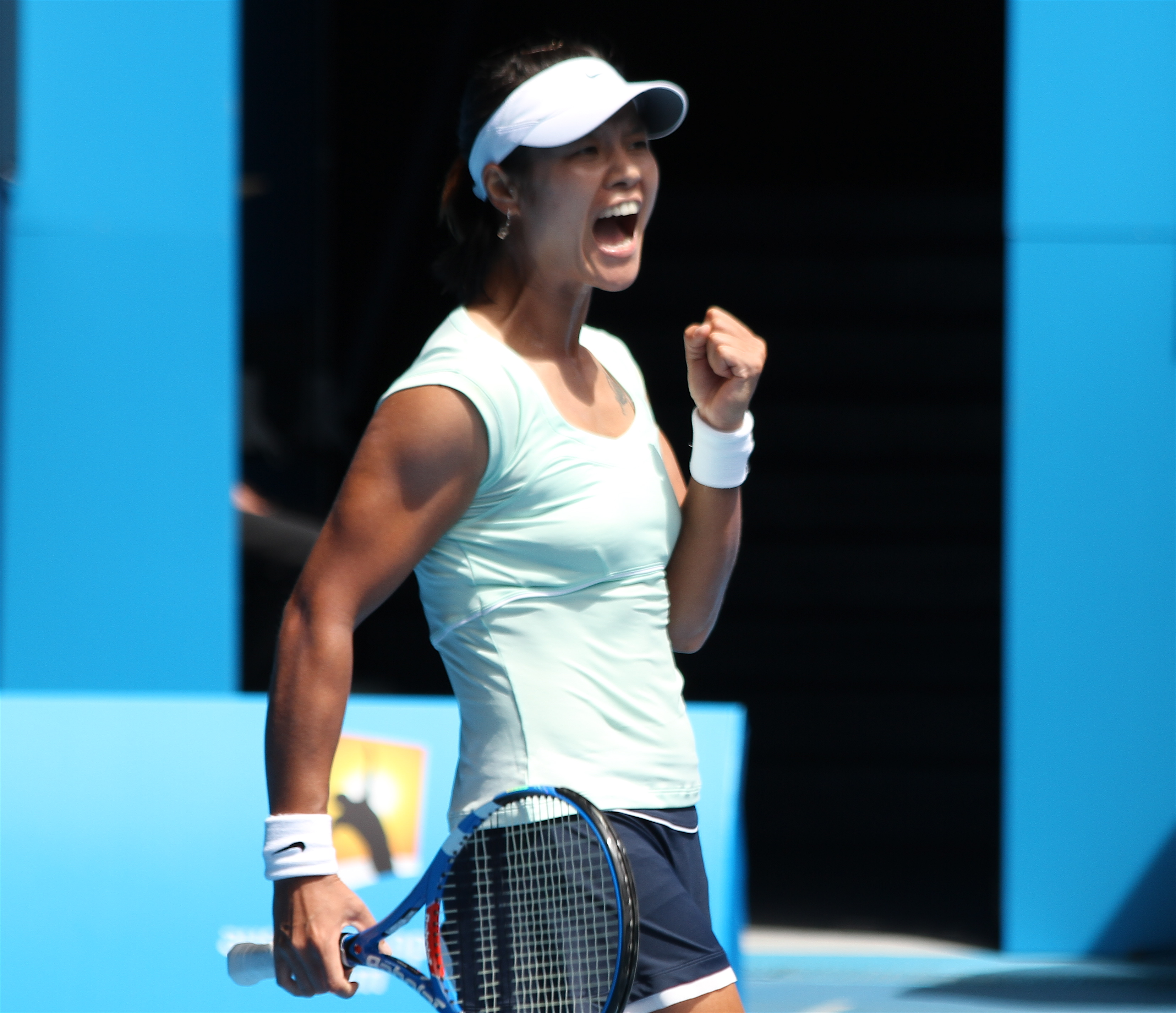
Li Na à l'Open d'Australie 2011.

Elle arrive à Sydney où elle vainc Anastasia Rodionova, Virginie Razzano, Svetlana Kuznetsova, Bojana Jovanovski et enfin Kim Clijsters en finale. 
À l'Open d'Australie, où elle parvient notamment à battre Caroline Wozniacki, elle devient la première Asiatique à atteindre la finale d'un tournoi du Grand Chelem. Mais elle s'incline contre Kim Clijsters après avoir gagné le premier set. Elle met du temps à digérer cette défaite : elle enchaîne les défaites prématurées mais retrouve son jeu à Madrid , elle passe enfin un tour. Elle y élimine María José Martínez, Iveta Benešová, Roberta Vinci, Bethanie Mattek-Sands. Elle sera sortie par Petra Kvitová, future lauréate. À Rome, elle arrive en demies finales éliminée par Samantha Stosur.
Elle se présente à Roland-Garros en tant que tête de série no 6. Elle élimine tour à tour Barbora Strýcová, Silvia Soler Espinosa (issue des qualifications) puis Sorana Cîrstea. Elle se qualifie ensuite pour les quarts de finale en battant Petra Kvitová en huitièmes de finale (2-6, 6-1, 6-3). Elle devient alors la première Chinoise à atteindre les quarts de finale du tournoi parisien. Elle barre la route des demies à Victoria Azarenka (7-5, 6-2), puis se qualifie pour la finale en éliminant Maria Sharapova (no 8 mondiale) en deux sets (6-4, 7-5). Après un match accroché contre la tenante du titre, l'Italienne Francesca Schiavone, Li Na remporte la finale du simple dames sur le score de 6-4, 7-60. Elle devient ainsi la première joueuse représentant un état d'Asie à remporter un tournoi du Grand Chelem en simple, hommes et femmes confondus. Cette performance exceptionnelle lui permet de se hisser à la quatrième place mondiale.
Incapable de gagner le moindre titre depuis, la Chinoise prend la décision de changer d'entraineur après son élimination au premier tour à Wimbledon. Ce sera avec Carlos Rodriguez, ancien entraineur de Justine Henin, avec qui l'entrainement passe à 3 heures de tennis et 3 heures d'entrainement physique par jour.

### 2012. Titre à Cincinnati, finale à Rome et Montréal

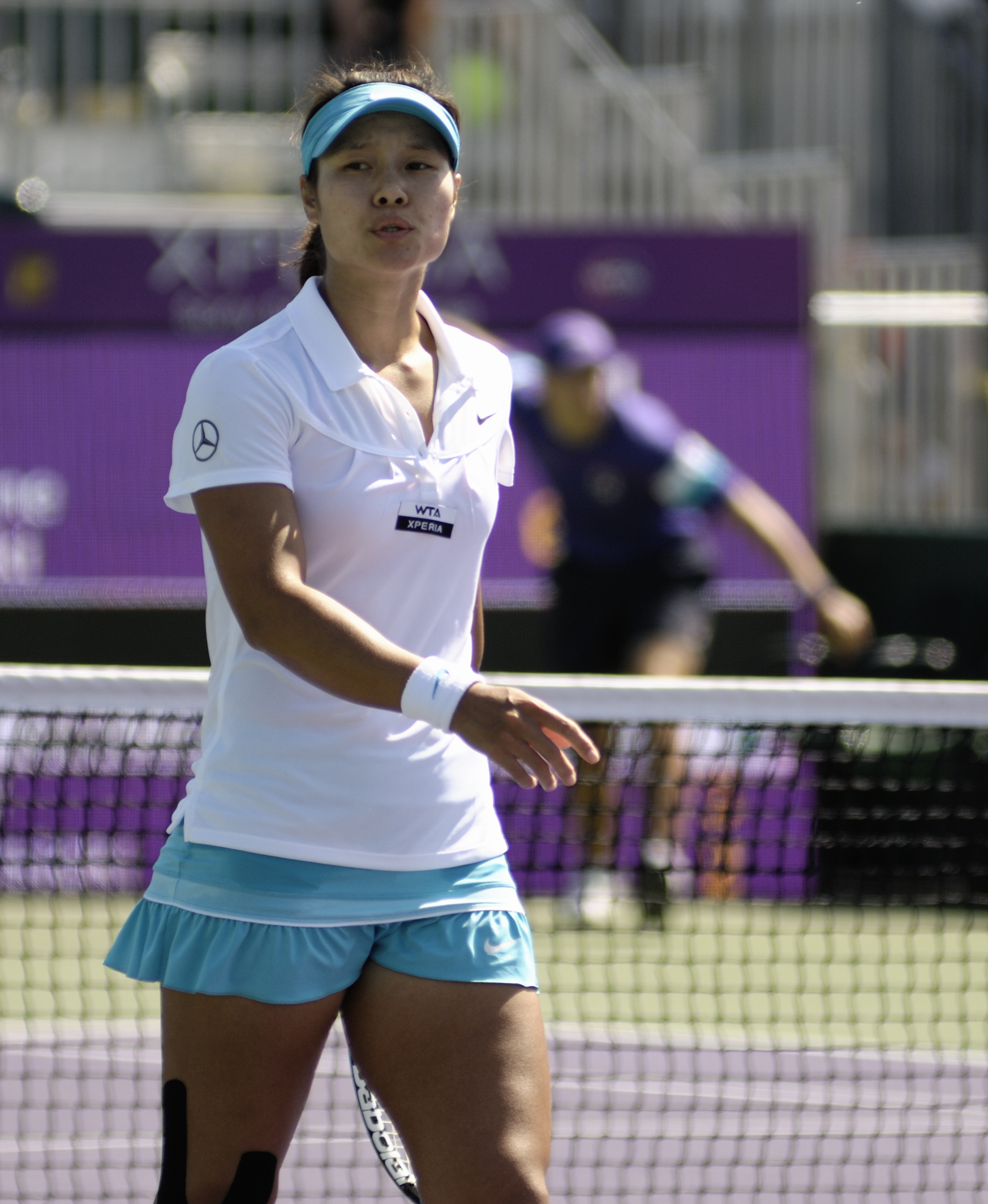
Li Na à Miami en 2012.

Elle commence l'année par une finale à Sydney. 4e tête de série, elle élimine Ekaterina Makarova (6-0, 6-3), Chanelle Scheepers (2-6, 6-4, 6-1), Lucie Šafářová (6-2, 7-6), en demie elle vainc la 2e tête de série Petra Kvitová en trois sets (1-6, 7-5, 6-2). Elle perdra ensuite face à Victoria Azarenka (2-6, 6-1, 3-6). À l'Open d'Australie elle passe trois tours et est vaincue par Kim Clijsters, comme l'année précédente mais cette fois en huitièmes. 
À  Indian Wells, elle arrive en quarts. Passant ses tours face à Galina Voskoboeva, Zheng Jie, Klára Zakopalová. Elle sera sortie par Angelique Kerber. Elle réitère à Miami. Éliminant Melinda Czink,  Iveta Benešová et Sabine Lisicki sur son passage. Elle sera cette fois sortie par Maria Sharapova. 
Elle parvient de nouveau en quarts lors du tournoi de Madrid. Elle y élimine Garbiñe Muguruza (6-2, 6-4), Sílvia Soler Espinosa (6-3, 6-1). Elle prend ensuite sa revanche sur Angelique Kerber (7-5, 6-4). Elle sera sortie par Victoria Azarenka (3-6, 6-3, 6-3). Elle arrive à Rome jusqu'en finale. Elle y élimine Iveta Benešová, Chanelle Scheepers, Dominika Cibulková, puis elle profite du forfait de Serena Williams. En finale, elle est sortie par Maria Sharapova. Lauréate sortante, elle arrive à Paris pour les internationaux de France. Elle passe Sorana Cîrstea et Stéphanie Foretz facilement en deux sets. Elle parvient à éliminer en trois sets Christina McHale. Elle sera éliminée à la surprise générale au tour suivant par la surprenante Yaroslava Shvedova qui lui infligera un 6-0 au passage. Cette défaite en huitièmes la fait sortir du top 10 à la 11e place mondiale.
Elle arrive sans préparation à Wimbledon. Elle ne passe qu'un seul tour face à Ksenia Pervak pour par la suite subir la revanche de  Sorana Cîrstea dès le second tour. Elle se ressaisit à Montréal en arrivant en finale. Elle y élimine Eugenie Bouchard, Sara Errani, puis facilement à la tête de série no 2 Agnieszka Radwańska. Par la suite, elle vainc Lucie Šafářová. Elle sera sortie par Petra Kvitová en finale. Par la suite, elle remporte l'Open de Cincinnati en battant en finale Angelique Kerber (1-6, 6-3, 6-1). Elle avait auparavant éliminé Venus Williams (7-5, 3-6, 6-1), Agnieszka Radwańska (6-1, 6-1), Johanna Larsson (6-2, 6-2) et Sorana Cîrstea (6-3, 4-6, 6-3).
Elle est éliminée par Laura Robson au 3e tour de l'US Open. Elle obtient un meilleur parcours à Pékin. Elle y élimine Francesca Schiavone (6-2, 6-3), Nadia Petrova (6-1, 6-2), par la suite elle vainc plus difficilement sa compatriote Peng Shuai (4-6, 6-2, 7-6). Elle sort ensuite la 4e tête de série Agnieszka Radwańska (6-4, 6-2). Elle est de nouveau éliminée par Maria Sharapova (6-4, 6-0). Lors des WTA Championships 2012, elle est éliminée en poules.

### 2013. Finales à l'Open d'Australie et au Masters d'Istanbul
Sa saison 2013 débute par une victoire chez elle, en Chine, lors de l'Open de Shenzhen, où elle bat en finale Klára Koukalová (6-3, 1-6, 7-5). Elle participe ensuite à la première levée du grand-chelem de la saison, l'Open d'Australie. Elle bat facilement lors des trois premiers tours Sesil Karatantcheva (6-1, 6-3), Olga Govortsova (6-2, 7-5) puis Sorana Cîrstea (6-4, 7-5). Elle bat ensuite Julia Görges (7-66, 6-1) puis créée la surprise au tour suivant en éliminant la quatrième joueuse mondiale Agnieszka Radwańska (7-5, 6-3). Elle crée encore plus la sensation en éliminant sèchement en demi-finale la russe numéro deux mondiale Maria Sharapova (6-2, 6-2), qui était pourtant très en forme depuis le début du tournoi puisqu'elle n'avait perdu que neuf jeux en cinq matchs. Elle participe donc à sa troisième finale en Grand Chelem, mais qu'elle perd face à la Victoria Azarenka (6-4, 4-6, 3-6).
Après un Roland-Garros décevant où elle s'incline au deuxième tour face à Bethanie Mattek-Sands, elle participe à Wimbledon et atteint les quarts de finale battue en trois sets par Agnieszka Radwańska après avoir éliminé successivement Michaëlla Krajicek, Simona Halep, Klára Koukalová et Roberta Vinci.
Elle participe ensuite à l'Open du Canada, où elle bat tout d'abord Anastasia Pavlyuchenkova (6-1, 6-4) puis l'ancienne no 1 mondiale Ana Ivanović (3-6, 6-1, 7-66) au terme d'un match très disputé. Elle se qualifie en demi-finale aux dépens de la Slovaque no 20 mondiale Dominika Cibulková, qu'elle bat 7-61, 6-2, mais s'incline ensuite face à Sorana Cîrstea (1-6, 65-7) et n'atteint donc pas la finale. La semaine suivante, à l'Open de Cincinnati, elle bat au premier tour la jeune Américaine Lauren Davis (4-6, 6-1, 6-1) et au second Angelique Kerber (6-4, 6-4) contre qui elle avait remporté ce titre l'année précédente. Elle bénéficie ensuite du forfait de la quatrième joueuse mondiale, Agnieszka Radwańska, pour atteindre les demi-finales, où elle s'incline face à la meilleure joueuse du monde Serena Williams (5-7, 5-7), en lui ayant toutefois posé de grosses difficultés puisqu'elle menait 5-4 dans les deux sets avec un break d'avance. Elle s'aligne la semaine suivante pour l'US Open, où elle passe ses deux premiers tours sans encombre en éliminant Olga Govortsova (6-2, 6-2), puis Sofia Arvidsson sur le même score. Elle prend ensuite sa revanche contre la joueuse qui l'avait éliminé l'année précédente au même stade de la compétition, la Britannique Laura Robson (6-2, 7-5). Elle se qualifie en demi-finale, en éliminant sèchement la Serbe no 12 mondiale Jelena Janković (6-3, 6-0), puis plus difficilement Ekaterina Makarova (6-4, 65-7, 6-2), qui avait battu auparavant Agnieszka Radwańska. Elle est stoppée une nouvelle fois par Serena Williams (0-6, 3-6), et n'accède ainsi pas à la finale.
À la fin de saison, elle participe au Masters réunissant les huit meilleures joueuses mondiales, à Istanbul. Lors des matchs de poule, elle bat successivement Sara Errani (6-3, 7-65), Jelena Janković (6-3, 2-6, 6-3) puis la no 2 mondiale Victoria Azarenka (6-2, 6-1). En demi-finale, elle élimine Petra Kvitová (6-4, 6-2) et se qualifie ainsi pour la finale du masters de fin d'année, où elle rencontre Serena Williams. C'est ainsi la première Chinoise à se qualifier pour une finale lors du masters de fin d'année, et est aussi certaine de terminer sa saison à la 3e place au classement WTA, soit le meilleur de sa carrière. Elle s'incline cependant en finale, 6-2, 3-6, 0-6.

### 2014. Deuxième titre du Grand Chelem, blessure et retraite sportive
Comme l'année précédente, elle commence la saison 2014 en remportant l'Open de Shenzhen, après avoir battu en finale sa compatriote Peng Shuai (6-4, 7-5).

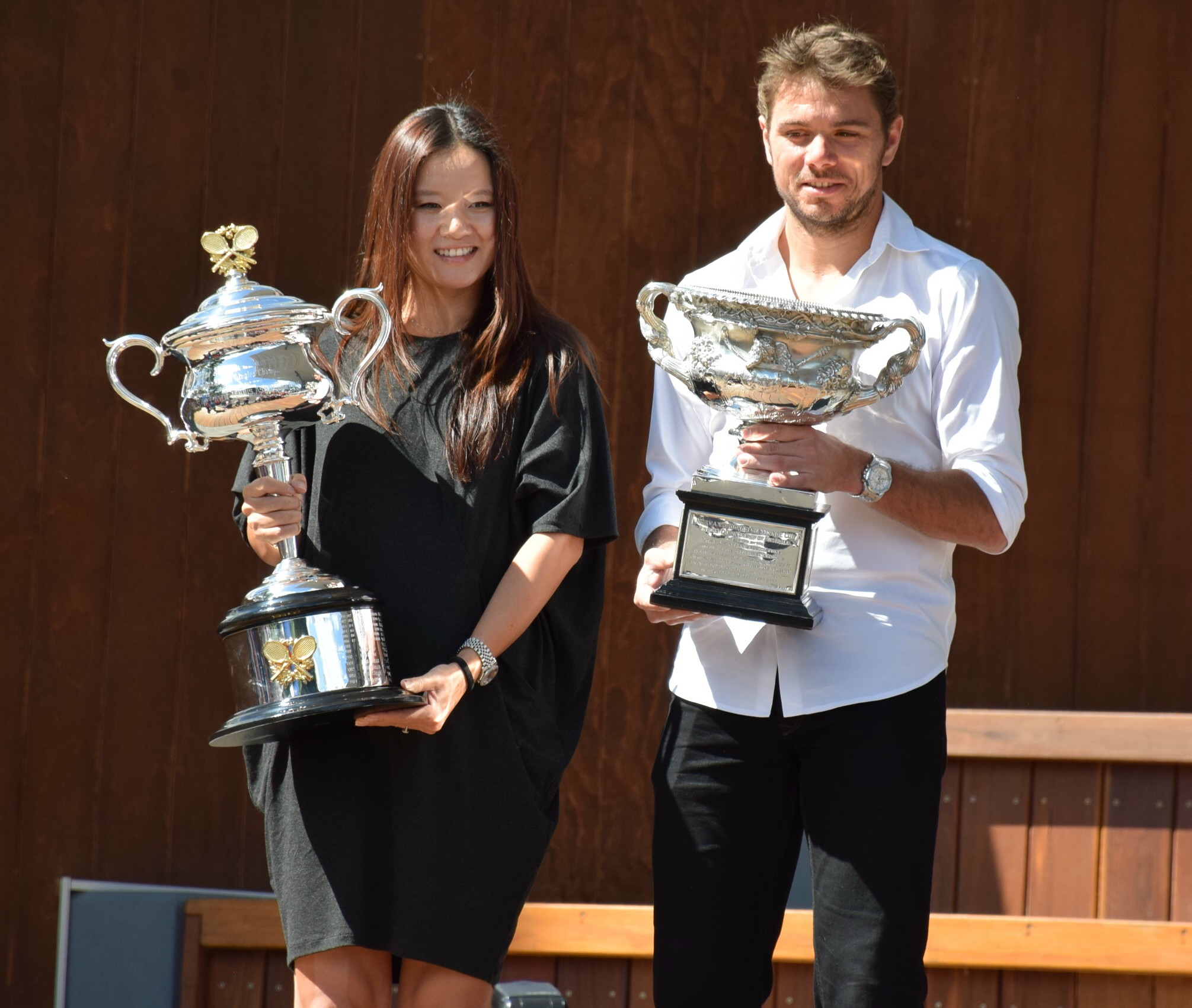
Li Na & Stanislas Wawrinka à l'Open d'Australie

Une semaine plus tard, au premier tour de l'Open d'Australie, elle bat la tenante du titre junior de l'année précédente, Ana Konjuh (6-2, 6-0), puis au tour suivant une autre jeune joueuse, Belinda Bencic (6-0, 7-6). Au troisième tour, après avoir été longuement menée, elle vient à bout de Lucie Šafářová par 1-6, 7-62, 6-3 en sauvant notamment une balle de match. Elle se qualifie ensuite plus facilement après cette fois-ci un match maîtrisé contre Ekaterina Makarova (6-2, 6-0), puis s'adjuge son ticket pour les demi-finales en éliminant Flavia Pennetta (6-2, 6-2). Elle se qualifie pour la 3e fois de sa carrière en finale de l’Open d’Australie, la deuxième fois consécutivement, en battant en demi-finale le grand espoir du tennis canadien, Eugénie Bouchard (6-2, 6-4). Après deux échecs en finale les années précédentes, elle remporte le trophée. Elle bat ainsi la surprise du tournoi, Dominika Cibulková (7-63, 6-0), après un premier set très serré, et un second où elle a déroulé, et ajoute ainsi un deuxième titre du Grand Chelem à son palmarès,,.
Elle subit sa première défaite de l'année à l'Open de Doha contre Petra Cetkovská (62-7, 6-2, 4-6). Elle participe quelques jours plus tard à l'Open d'Indian Wells où elle n'a aucun point à défendre. Elle vainc successivement sa compatriote Zheng Jie (6-1, 7-5), Karolína Plíšková (6-3, 6-4) et Aleksandra Wozniak (6-1, 6-4) avant de s'octroyer une place en demi-finale en éliminant la finaliste de l'Open d'Australie, Dominika Cibulková (6-3, 4-6, 6-3) en cédant toutefois son premier set du tournoi. Elle s'incline à la surprise générale ensuite contre Flavia Pennetta (6-7, 3-6). À l'Open de Miami la semaine suivante, elle bénéficie pour son entrée en lice du forfait de Alisa Kleybanova, puis se débarrasse de Madison Keys (7-6, 6-3) au match suivant. Elle donne ensuite une leçon à Carla Suárez Navarro (6-0, 6-2), et vainc l'ancienne no 1 mondiale Caroline Wozniacki en quart de finale (7-5, 7-5). Elle s'adjuge sa place en finale, pour la première fois dans un tournoi de la catégorie Premier Mandatory, en battant pour la troisième fois cette saison Dominika Cibulková (7-5, 2-6, 6-3). Elle perd cependant contre Serena Williams (5-7, 1-6), alors qu'elle servait pourtant pour le set à 5-2 dans la première manche.
Pour son tournoi suivant lors de l'Open de Madrid, elle vainc lors de ses deux premiers matchs Kirsten Flipkens (6-1, 7-67 ainsi que Zheng Jie (6-2, 6-3). Elle éprouve plus de difficultés ensuite pour battre l'Américaine Sloane Stephens (2-6, 6-3, 6-2), avant de s'incliner en quart de finale contre Maria Sharapova malgré le gain de la première manche (6-2, 65-7, 3-6) et deux balles de break à 4-3 dans le deuxième set. Au tournoi de Rome, son parcours s'arrête également en quart de finale, cette fois-ci contre Sara Errani.
A Roland-Garros, Li Na s'incline au premier tour, à la surprise générale, contre la Française Kristina Mladenovic. Absente de la tournée sur gazon, elle s'aligne à Wimbledon, où elle perd au troisième tour contre Barbora Zahlavová-Strýcová. La joueuse se sépare alors de son entraîneur Carlos Rodriguez. Fin juillet, blessée au genou droit depuis le mois de mars, elle annonce son forfait pour les tournois de la tournée nord-américaine, mais également pour la dernière levée du Grand Chelem de la saison, l'US Open, espérant être de retour pour la tournée asiatique en septembre. Ce ne sera finalement pas le cas puisqu'elle annonce, le 19 septembre 2014, sa retraite sportive, estimant ne plus pouvoir jouer à 100 % de ses capacités sur le circuit ,.

## Style de jeu
Li était une joueuse de base agressive dont le jeu était fondé sur ses réflexes rapides, son athlétisme et ses coups de fond puissants qui atteignaient précision, placement et profondeur. Le coup droit croisé de Li avait tendance à être son coup préféré, frappé avec une grande précision et un rythme, bien que son revers soit considéré comme le coup de fond le plus cohérent et le plus fiable, qu'elle était connue pour déclencher de manière imprévisible dans toutes les zones du court pour dicter le jeu. 
Elle se vantait d'un revers exceptionnel sur toute la ligne, ce qui était très efficace pour produire des gagnants ou mettre en place une réponse faible de l'adversaire. De nombreux analystes du tennis considéraient Li comme l'une des joueuses les plus nets et les plus percutantes du circuit, capable de maîtriser et de surpasser les adversaires de la ligne de fond. Bien qu'elle ne possédait pas un service extrêmement puissant, il était très bien placé, lui méritant des aces l'occasion, mais cela devenait souvent un handicap lorsqu'elle perdait confiance sous la pression, entraînant de nombreuses doubles fautes. 
Li a utilisé un jeu défensif solide combinant un excellent jeu de jambes, de la vitesse et des mouvements latéraux. Sa capacité à transformer la défense en attaque était l'un de ses plus grands atouts, car elle frappait bien en courant et se précipitait facilement sur le terrain. Joueuse de double accomplie, elle était à l'aise lorsqu'elle jouait au filet, avançant souvent pour profiter d'une balle courte ou terminer un échange prolongé.
L'incohérence de Li fut le fait qu'elle était sujette à un jeu strié et erratique accompagné d'un nombre élevé d'erreurs non forcées. Étant donné que ses coups étaient généralement frappés fort et à plat avec un minimum de topspin ou de slice, son jeu manquait de variété. Ses émotions sur le terrain ont nui à son jeu dans les moments difficiles. Sous la tutelle de Carlos Rodríguez, Li a adopté un jeu plus complet, mettant en œuvre un coup droit avec un topspin supplémentaire  et des approches nettes fréquentes dans son arsenal, ainsi qu'une cohérence améliorée, une stabilité mentale, la mobilité et coordination plus accomplie.

## Palmarès

### Titres en simple dames
| No | Date       | Nom et lieu du tournoi                    | Catégorie | Dotation     | Surface      | Finaliste           | Score         |          |
| -- | ---------- | ----------------------------------------- | --------- | ------------ | ------------ | ------------------- | ------------- | -------- |
| 1  | 27/09/2004 | International Women’s Open, Guangzhou     | Tier III  | 170 000 $    | Dur (ext.)   | Martina Suchá       | 6-3, 6-4      | Parcours |
| 2  | 31/12/2007 | Mondial Australian Women's HC, Gold Coast | Tier III  | 175 000 $    | Dur (ext.)   | Victoria Azarenka   | 4-6, 6-3, 6-4 | Parcours |
| 3  | 07/06/2010 | Aegon Classic, Birmingham                 | Intern'l  | 220 000 $    | Gazon (ext.) | Maria Sharapova     | 7-5, 6-1      | Parcours |
| 4  | 09/01/2011 | Medibank International, Sydney            | Premier   | 618 000 $    | Dur (ext.)   | Kim Clijsters       | 7-63, 6-3     | Parcours |
| 5  | 22/05/2011 | Roland-Garros, Paris                      | G. Chelem | 10 676 582 $ | Terre (ext.) | Francesca Schiavone | 6-4, 7-60     | Parcours |
| 6  | 13/08/2012 | Western & Southern Open, Cincinnati       | Premier 5 | 2 168 400 $  | Dur (ext.)   | Angelique Kerber    | 1-6, 6-3, 6-1 | Parcours |
| 7  | 31/12/2012 | Longgang Gemdale Open, Shenzhen           | Intern'l  | 500 000 $    | Dur (ext.)   | Klára Zakopalová    | 6-3, 1-6, 7-5 | Parcours |
| 8  | 30/12/2013 | Shenzhen Open, Shenzhen                   | Intern'l  | 500 000 $    | Dur (ext.)   | Peng Shuai          | 6-4, 7-5      | Parcours |
| 9  | 13/01/2014 | Australian Open, Melbourne                | G. Chelem | 13 615 654 $ | Dur (ext.)   | Dominika Cibulková  | 7-63, 6-0     | Parcours |

### Finales en simple dames
| No | Date       | Nom et lieu du tournoi                      | Catégorie | Dotation     | Surface      | Vainqueure           | Score          |          |
| -- | ---------- | ------------------------------------------- | --------- | ------------ | ------------ | -------------------- | -------------- | -------- |
| 1  | 25/04/2005 | Estoril Open, Estoril                       | Tier IV   | 140 000 $    | Terre (ext.) | Lucie Šafářová       | 6-74, 6-4, 6-3 | Parcours |
| 2  | 01/05/2006 | Estoril Open, Estoril                       | Tier IV   | 145 000 $    | Terre (ext.) | Zheng Jie            | 6-75, 7-5, ab. | Parcours |
| 3  | 02/03/2009 | Abierto Monterrey, Monterrey                | Intern'l  | 220 000 $    | Dur (ext.)   | Marion Bartoli       | 6-4, 6-3       | Parcours |
| 4  | 08/06/2009 | Aegon Classic, Birmingham                   | Intern'l  | 220 000 $    | Gazon (ext.) | Magdaléna Rybáriková | 6-0, 7-62      | Parcours |
| 5  | 17/01/2011 | Australian Open, Melbourne                  | G. Chelem | 10 366 780 $ | Dur (ext.)   | Kim Clijsters        | 3-6, 6-3, 6-3  | Parcours |
| 6  | 08/01/2012 | Apia International, Sydney                  | Premier   | 637 000 $    | Dur (ext.)   | Victoria Azarenka    | 6-2, 1-6, 6-3  | Parcours |
| 7  | 14/05/2012 | Internazionali BNL d'Italia, Rome           | Premier 5 | 2 168 400 $  | Terre (ext.) | Maria Sharapova      | 4-6, 6-4, 7-65 | Parcours |
| 8  | 06/08/2012 | Coupe Rogers, Montréal                      | Premier 5 | 2 168 400 $  | Dur (ext.)   | Petra Kvitová        | 7-5, 2-6, 6-3  | Parcours |
| 9  | 14/01/2013 | Australian Open, Melbourne                  | G. Chelem | 13 712 772 $ | Dur (ext.)   | Victoria Azarenka    | 4-6, 6-4, 6-3  | Parcours |
| 10 | 22/04/2013 | Porsche Tennis Grand Prix, Stuttgart        | Premier   | 795 707 $    | Terre (int.) | Maria Sharapova      | 6-4, 6-3       | Parcours |
| 11 | 21/10/2013 | TEB BNP Paribas WTA Championships, Istanbul | Masters   | 6 000 000 $  | Dur (int.)   | Serena Williams      | 2-6, 6-3, 6-0  | Parcours |
| 12 | 17/03/2014 | Sony Open Tennis, Miami                     | PREMIER*  | 5 427 105 $  | Dur (ext.)   | Serena Williams      | 7-5, 6-1       | Parcours |

### Titres en double dames
| No | Date       | Nom et lieu du tournoi | Catégorie | Dotation  | Surface      | Partenaire      | Finalistes                           | Score         |          |
| -- | ---------- | ---------------------- | --------- | --------- | ------------ | --------------- | ------------------------------------ | ------------- | -------- |
| 1  | 12/06/2000 | Tashkent Open Tachkent | Tier IVa  | 140 000 $ | Dur (ext.)   | Li Ting         | Iroda Tulyaganova Anna Zaporozhanova | 3-6, 6-2, 6-4 | Parcours |
| 2  | 12/06/2006 | DFS Classic Birmingham | Tier III  | 200 000 $ | Gazon (ext.) | Jelena Janković | Jill Craybas Liezel Huber            | 6-2, 6-4      | Parcours |

### Finale en double dames
Aucune

## Parcours en Grand Chelem

### Victoires (2)
| Année | Tournoi          | Adversaire en finale | Score     |
| 2011  | Roland-Garros    | Francesca Schiavone  | 6-4, 7-60 |
| 2014  | Open d'Australie | Dominika Cibulková   | 7-63, 6-0 |

### Finales (2)
| Année | Tournoi              | Adversaire en finale | Score         |
| 2011  | Open d'Australie     | Kim Clijsters        | 6-3, 3-6, 3-6 |
| 2013  | Open d'Australie (2) | Victoria Azarenka    | 6-4, 4-6, 3-6 |

### En simple dames
| Année | Open d'Australie | Open d'Australie   | Internationaux de France | Internationaux de France | Wimbledon      | Wimbledon           | US Open         | US Open             |
| ----- | ---------------- | ------------------ | ------------------------ | ------------------------ | -------------- | ------------------- | --------------- | ------------------- |
| 2005  | 3e tour (1/16)   | Maria Sharapova    | —                        | —                        | —              | —                   | 1er tour (1/64) | Lindsay Davenport   |
| 2006  | 1er tour (1/64)  | Serena Williams    | 3e tour (1/16)           | Svetlana Kuznetsova      | 1/4 de finale  | Kim Clijsters       | 1/8 de finale   | Maria Sharapova     |
| 2007  | 1/8 de finale    | Martina Hingis     | 3e tour (1/16)           | Sybille Bammer           | —              | —                   | —               | —                   |
| 2008  | 3e tour (1/16)   | Marta Domachowska  | —                        | —                        | 2e tour (1/32) | A. Pavlyuchenkova   | 1/8 de finale   | Elena Dementieva    |
| 2009  | —                | —                  | 1/8 de finale            | Maria Sharapova          | 3e tour (1/16) | Agnieszka Radwańska | 1/4 de finale   | Kim Clijsters       |
| 2010  | 1/2 finale       | Serena Williams    | 3e tour (1/16)           | Francesca Schiavone      | 1/4 de finale  | Serena Williams     | 1er tour (1/64) | Kateryna Bondarenko |
| 2011  | Finale           | Kim Clijsters      | Victoire                 | Francesca Schiavone      | 2e tour (1/32) | Sabine Lisicki      | 1er tour (1/64) | Simona Halep        |
| 2012  | 1/8 de finale    | Kim Clijsters      | 1/8 de finale            | Yaroslava Shvedova       | 2e tour (1/32) | Sorana Cîrstea      | 3e tour (1/16)  | Laura Robson        |
| 2013  | Finale           | Victoria Azarenka  | 2e tour (1/32)           | Bethanie Mattek          | 1/4 de finale  | Agnieszka Radwańska | 1/2 finale      | Serena Williams     |
| 2014  | Victoire         | Dominika Cibulková | 1er tour (1/64)          | Kristina Mladenovic      | 3e tour (1/16) | Barbora Strýcová    | —               | —                   |

N.B. : à droite du résultat se trouve le nom de l'ultime adversaire.

### En double dames
| Année | Open d'Australie            | Open d'Australie          | Internationaux de France   | Internationaux de France   | Wimbledon                 | Wimbledon                | US Open                     | US Open                  |
| ----- | --------------------------- | ------------------------- | -------------------------- | -------------------------- | ------------------------- | ------------------------ | --------------------------- | ------------------------ |
| 2000  | -                           | -                         | -                          | -                          | -                         | -                        | 2e tour (1/16) Li Ting      | Kimberly Po A. Sidot     |
| 2001  | 1er tour (1/32) Li Ting     | Rika Hiraki S. Noorlander | -                          | -                          | -                         | -                        | -                           | -                        |
| 2005  | -                           | -                         | -                          | -                          | -                         | -                        | 3e tour (1/8) Rika Fujiwara | Cara Black Rennae Stubbs |
| 2006  | 2e tour (1/16) Peng Shuai   | D. Hantuchová Ai Sugiyama | 2e tour (1/16) Peng Shuai  | Květa Peschke F. Schiavone | 2e tour (1/16) Peng Shuai | Cara Black Rennae Stubbs | 1er tour (1/32) Peng Shuai  | Domachowska J. Kostanić  |
| 2007  | 2e tour (1/16) Peng Shuai   | F. Schiavone P. Schnyder  | 2e tour (1/16) J. Janković | Shahar Peer Dinara Safina  | -                         | -                        | -                           | -                        |
| 2008  | 1er tour (1/32) Chakvetadze | Peng Shuai Sun Tiantian   | -                          | -                          | -                         | -                        | -                           | -                        |

Sous le résultat, la partenaire ; à droite, l’ultime équipe adverse.

### En double mixte
| Année | Open d'Australie          | Open d'Australie      | Internationaux de France | Internationaux de France | Wimbledon | Wimbledon | US Open                   | US Open              |
| 2006  | 1er tour (1/16) Wang Y.T. | M. Hingis M. Bhupathi | -                        | -                        | -         | -         | 1er tour (1/16) Cyril Suk | Vania King V. Spadea |

Sous le résultat, le partenaire ; à droite, l’ultime équipe adverse.

## Parcours en «Premier Mandatory» et «Premier 5»
Découlant d'une réforme du circuit WTA inaugurée en 2009, les tournois WTA « Premier Mandatory » et « Premier 5 » constituent les catégories d'épreuves les plus prestigieuses, après les quatre levées du Grand Chelem.

### En simple dames
| Année |              | Premier Mandatory          | Premier Mandatory            | Premier Mandatory          | Premier Mandatory            |       | Premier 5 | Premier 5                   | Premier 5                 | Premier 5                 | Premier 5                  | Premier 5 | Premier 5                  |
| Année | Indian Wells | Miami                      | Madrid                       | Pékin                      |                              | Dubaï | Rome      | Canada                      | Cincinnati                |                           | Tokyo                      |           |                            |
| Année | Indian Wells | Miami                      | Madrid                       | Pékin                      |                              | Doha  | Rome      | Canada                      | Cincinnati                |                           | Wuhan                      |           |                            |
| Année | Indian Wells | Miami                      | Madrid                       | Pékin                      |                              |       | Rome      | Canada                      | Cincinnati                |                           |                            |           |                            |
| 2009  |              | 4e tour (1/8) V. Zvonareva | 1/4 de finale S. Williams    | 2e tour (1/16) D. Safina   | 3e tour (1/8) E. Dementieva  |       |           | 1er tour (1/32) E. Vesnina  | 1er tour (1/32) S. Bammer |                           |                            |           | 1/2 finale J. Janković     |
| 2010  |              | 2e tour (1/32) E. Baltacha | 2e tour (1/32) T. Bacsinszky | 1/4 de finale S. Peer      | 1/2 finale V. Zvonareva      |       |           | 1/4 de finale S. Peer       |                           | 3e tour (1/8) V. Azarenka | 3e tour (1/8) Y. Wickmayer |           |                            |
| 2011  |              | 2e tour (1/32) Peng S.     | 2e tour (1/32) J. Larsson    | 1/2 finale P. Kvitová      | 1er tour (1/32) M. Niculescu |       |           | 2e tour (1/16) Y. Wickmayer | 1/2 finale S. Stosur      | 3e tour (1/8) S. Stosur   | 3e tour (1/8) S. Stosur    |           |                            |
| 2012  |              | 1/4 de finale A. Kerber    | 1/4 de finale M. Sharapova   | 1/4 de finale V. Azarenka  | 1/2 finale M. Sharapova      |       |           |                             | Finale M. Sharapova       | Finale P. Kvitová         | Victoire A. Kerber         |           | 3e tour (1/8) C. Wozniacki |
| 2013  |              |                            | 1/4 de finale S. Williams    | 1er tour (1/32) M. Keys    | 1/4 de finale P. Kvitová     |       |           |                             | 3e tour (1/8) J. Janković | 1/2 finale S. Cîrstea     | 1/2 finale S. Williams     |           |                            |
| 2014  |              | 1/2 finale F. Pennetta     | Finale S. Williams           | 1/4 de finale M. Sharapova |                              |       |           | 3e tour (1/8) P. Cetkovská  | 1/4 de finale S. Errani   |                           |                            |           |                            |

Sous le résultat, l’ultime adversaire.

## Parcours aux Masters

### En simple dames
| # | Date       | Nom de l'édition                           | ($)       | Surface    | Résultat               | Ultime adversaire | Score         |          |
| - | ---------- | ------------------------------------------ | --------- | ---------- | ---------------------- | ----------------- | ------------- | -------- |
| 1 | 25/10/2011 | TEB BNP Paribas WTA Championships Istanbul | 4 900 000 | Dur (int.) | Round Robin (victoire) | Maria Sharapova   | 7-64, 6-4     | Parcours |
| 1 | 25/10/2011 | TEB BNP Paribas WTA Championships Istanbul | 4 900 000 | Dur (int.) | Round Robin (défaite)  | Victoria Azarenka | 6-2, 6-2      | Parcours |
| 1 | 25/10/2011 | TEB BNP Paribas WTA Championships Istanbul | 4 900 000 | Dur (int.) | Round Robin (défaite)  | Samantha Stosur   | 6-1, 6-0      | Parcours |
| 2 | 23/10/2012 | TEB BNP Paribas WTA Championships Istanbul | 4 900 000 | Dur (int.) | Round Robin (défaite)  | Serena Williams   | 7-62, 6-3     | Parcours |
| 2 | 23/10/2012 | TEB BNP Paribas WTA Championships Istanbul | 4 900 000 | Dur (int.) | Round Robin (victoire) | Angelique Kerber  | 6-4, 6-3      | Parcours |
| 2 | 23/10/2012 | TEB BNP Paribas WTA Championships Istanbul | 4 900 000 | Dur (int.) | Round Robin (défaite)  | Victoria Azarenka | 7-64, 6-3     | Parcours |
| 3 | 21/10/2013 | TEB BNP Paribas WTA Championships Istanbul | 6 000 000 | Dur (int.) | Finale                 | Serena Williams   | 2-6, 6-3, 6-0 | Parcours |

## Parcours aux Jeux olympiques

### En simple dames
| # | Date       | Nom de l'olympiade             | Surface      | Résultat                 | Ultime adversaire  | Score         |          |
| - | ---------- | ------------------------------ | ------------ | ------------------------ | ------------------ | ------------- | -------- |
| 1 | 19/09/2000 | Olympic Tennis Event Sydney    | Dur (ext.)   | 1er tour (1/32)          | Arantxa Sánchez    | 6-1, 7-5      | Parcours |
| 2 | 11/08/2008 | Olympic Tennis Event Pékin     | Dur (ext.)   | 4e place (petite finale) | Vera Zvonareva     | 6-0, 7-5      | Parcours |
| 3 | 28/07/2012 | Olympic Tennis Event Wimbledon | Gazon (ext.) | 1er tour (1/32)          | Daniela Hantuchová | 6-2, 3-6, 6-3 | Parcours |

### En double dames
| # | Date       | Nom de l'olympiade             | Surface      | Résultat        | Partenaire  | Ultimes adversaires              | Score    |          |
| - | ---------- | ------------------------------ | ------------ | --------------- | ----------- | -------------------------------- | -------- | -------- |
| 1 | 19/09/2000 | Olympic Tennis Event Sydney    | Dur (ext.)   | 1er tour (1/16) | Li Ting     | Joana Cortez Vanessa Menga       | 6-4, 6-2 | Parcours |
| 2 | 28/07/2012 | Olympic Tennis Event Wimbledon | Gazon (ext.) | 2e tour (1/8)   | Zhang Shuai | Andrea Hlaváčková Lucie Hradecká | 6-3, 6-1 | Parcours |

## Parcours en Fed Cup
| #                                                               | Date       | Lieu    | Surface    | Gagnante(s)      | Perdante(s)        | Score         |          |
|                                                                 |            |         |            |                  |                    |               |          |
| 2002 - Barrage (groupe mondial I) - Chine - Russie - 0 : 5      |            |         |            |                  |                    |               |          |
| 1                                                               | 20/07/2002 | Pékin   | Dur (int.) | Elena Bovina     | Li Na              | 6-0, 6-2      | Parcours |
|                                                                 |            |         |            |                  |                    |               |          |
| 2005 - Barrage (groupe mondial II) - Chine - Slovénie - 4 : 1   |            |         |            |                  |                    |               |          |
| 2                                                               | 09/07/2005 | Pékin   | Dur (int.) | Li Na            | Andreja Klepač     | 6-1, 6-3      | Parcours |
| 2                                                               | 09/07/2005 | Pékin   | Dur (int.) | Li Na            | Katarina Srebotnik | 6-1, 6-2      | Parcours |
|                                                                 |            |         |            |                  |                    |               |          |
| 2006 - 1er tour (groupe mondial II) - Indonésie - Chine - 0 : 4 |            |         |            |                  |                    |               |          |
| 3                                                               | 22/04/2006 | Jakarta | Dur (ext.) | Li Na            | Angelique Widjaja  | 6-3, 4-6, 6-3 | Parcours |
| 3                                                               | 22/04/2006 | Jakarta | Dur (ext.) | Li Na            | Romana Tedjakusuma | 6-3, 6-4      | Parcours |
|                                                                 |            |         |            |                  |                    |               |          |
| 2006 - Barrage (groupe mondial I) - Chine - Allemagne - 4 : 1   |            |         |            |                  |                    |               |          |
| 4                                                               | 15/07/2006 | Pékin   | Dur (int.) | Li Na            | Kristina Barrois   | 6-3, 6-4      | Parcours |
| 4                                                               | 15/07/2006 | Pékin   | Dur (int.) | Li Na            | Kathrin Wörle      | 7-5, 7-5      | Parcours |
|                                                                 |            |         |            |                  |                    |               |          |
| 2008 - 1/4 de finale (groupe mondial) - Chine - France - 3 : 2  |            |         |            |                  |                    |               |          |
| 5                                                               | 02/02/2008 | Pékin   | Dur (int.) | Li Na            | Alizé Cornet       | 6-3, 6-1      | Parcours |
| 5                                                               | 02/02/2008 | Pékin   | Dur (int.) | Virginie Razzano | Li Na              | 4-6, 6-2, 6-4 | Parcours |

## Classements WTA en fin de saison

### En simple
| Année | 1999 | 2000 | 2001 | 2002 | 2003 | 2004 | 2005 | 2006 | 2007 | 2008 | 2009 | 2010 | 2011 | 2012 | 2013 | 2014 |
| Rang  | 363  | 134  | 303  | 277  | -    | 80   | 57   | 21   | 29   | 23   | 15   | 11   | 5    | 7    | 3    | 9    |

Source : (en) « Classements de Li Na (tennis) », sur le site officiel du WTA Tour

### En double
| Année | 1999 | 2000 | 2001 | 2002 | 2003 | 2004 | 2005 | 2006 | 2007 |
| Rang  | 321  | 89   | 327  | 657  | -    | 349  | 145  | 73   | 143  |

Source : (en) « Classements de Li Na (tennis) », sur le site officiel du WTA Tour